# Eugeniusz Sakowicz
Eugeniusz Krzysztof Sakowicz (ur. 26 maja 1958 w Grudziądzu) – polski teolog katolicki, religioznawca, profesor tytularny nauk teologicznych, kierownik Katedry Religiologii i Ekumenizmu w Instytucie Dialogu Kultury i Religii na Wydziale Teologicznym UKSW, członek Komitetu Nauk Teologicznych Polskiej Akademii Nauk (PAN). Specjalizuje się w teologii religii, teologii fundamentalnej, religioznawstwie, misjologii, antropologii. Zgromadził obszerny dorobek leksykograficzny. Opublikował ponad 1600 haseł oraz artykułów encyklopedycznych, przede wszystkim w encyklopediach i leksykonach Wydawnictwa Naukowego PWN w Warszawie oraz Encyklopedii katolickiej (KUL). Jest autorem ponad 400 publikacji naukowych i popularno-naukowych, w tym kilkunastu książek, a także licznych tekstów publicystycznych. Wypromował 15 doktorów teologii i ponad 250 magistrów (w tym 130 teologii i 120 pedagogiki).

## Życiorys naukowy
W 1984 ukończył studia magisterskie na Katolickim Uniwersytecie Lubelskim, gdzie obronił doktorat w 1991 na podstawie rozprawy Teologiczne podstawy dialogu Kościoła z religiami pozachrześcijańskimi w nauczaniu Jana Pawła II. Habilitację uzyskał na Uniwersytecie Kardynała Stefana Wyszyńskiego w Warszawie w 2001 (rozprawa zatytułowana Dialog Kościoła z islamem według dokumentów soborowych i posoborowych (1963-1999)). W 2002 otrzymał stanowisko profesora nadzwyczajnego UKSW, a w 2007 z rąk prezydenta Lecha Kaczyńskiego uzyskał tytuł naukowy profesora nauk teologicznych.
W latach 1984–1985 pełnił funkcję kierownika Biura i Wydawnictwa Towarzystwa Naukowego KUL. Od 1985 do 1995 pracownik naukowy Międzywydziałowego Zakładu Leksykograficznego KUL.
W latach 1992–1994 był adiunktem muzealnym w Państwowym Muzeum na Majdanku, gdzie zorganizował pierwszą w historii muzeum konferencję międzynarodową Religie o drogach pokoju i bezdrożach wojny. Materiały pokonferencyjne zostały opublikowane w książce pod tym samym tytułem. 
W 1994 otrzymał Srebrny Medal Opiekuna Miejsc Pamięci Narodowej.
Od 1994 adiunkt na Wydziale Teologicznym Akademii Teologii Katolickiej (obecnie UKSW), następnie profesor tej uczelni. W 2006 otrzymał nagrodę I stopnia Rektora UKSW.
Od 2001 pełni funkcję konsultora Rady do Spraw Dialogu Religijnego Konferencji Episkopatu Polski, a od 1996 jest członkiem Komitetu do Spraw Dialogu z Religiami Niechrześcijańskimi tejże Rady. 
W latach 2003–2004 był nauczycielem akademickim Wydziału Teologii Uniwersytetu Warmińsko-Mazurskiego. Wykładał również w punkcie konsultacyjnym UKSW w Suwałkach, w instytutach teologicznych w Łomży, Łodzi i Ołtarzewie oraz na Papieskim Wydziale Teologicznym - Sekcja św. Jana Chrzciciela w Warszawie.
Jest członkiem kolegium redakcyjnego Studiów Nauk Teologicznych PAN, zastępcą redaktora naczelnego pisma Studia Theologica Varsaviensia. W 2019 został członkiem Rady Naukowej czasopisma „Studia i Dokumenty Ekumeniczne”.
W ramach czasopisma Collectanea Theologica redaguje Biuletyn Misjologiczno-Religioznawczy, Biuletyn Polonijny oraz Biuletyn Socjologii Religii. Redaktor serii wydawniczej Religie Świata – Świat Religii.
Należał do komitetu głównego Misyjnej Olimpiady Znajomości Afryki (2004-2007), Olimpiady Losy Polaków na Wschodzie po 17 września 1939 roku (2005-2009) oraz Olimpiady Losy żołnierza i dzieje Oręża Polskiego (2007).

## Wybrane publikacje książkowe

### Książki autorskie
- Rozważania o krzyżu, Wydawnictwo Norbertinum, Lublin 1999.
- Dialog Kościoła z islamem według dokumentów soborowych i posoborowych (1963–1999), Wydawnictwo Uniwersytetu Kardynała Stefana Wyszyńskiego, Warszawa 2000.
- Czy islam jest religią terrorystów?, Wydawnictwo Homo Dei, Kraków 2002 (współautorstwo).
- Wierzę w Kościół, Wydawnictwo Polihymnia, Lublin 2003.
- W Ostrej Świecisz Bramie. Modlitwy i pieśni, Wydawnictwo Polihymnia, Lublin 2003.
- Pryncypia dialogu Kościoła katolickiego z religiami Dalekiego Wschodu i Indii w świetle nauczania Soboru Watykańskiego II oraz dokumentów posoborowych, Wydawnictwo Uniwersytetu Kardynała Stefana Wyszyńskiego, Warszawa 2006.
- Rozmowy o islamie i dialogu, Wydawnictwo Polihymnia, Lublin 2007.
- Religioznawstwo, Wydawnictwo Polihymnia, Lublin 2009.
- Religie ludów pierwotnych, Wydawnictwo Polihymnia, Lublin 2009.
- Religie niechrześcijańskie w Polsce, Wydawnictwo Polihymnia, Lublin 2009.
- Przez krzyż ku zmartwychwstaniu, Wydawnictwo Polihymnia, Lublin 2009.
- Uniwersytet katolicki. Teksty – bibliografia – dokumenty, Wydawnictwo Polihymnia, Lublin 2012.
- Muzułmańska edukacja i wychowanie: pedagogiczna wizja M. Fethullaha Gülena, Libra S.C. Wydawnictwo i Drukarnia, Białystok 2014.
- Dialogue and Identity and Other Studies, Wydawnictwo KUL, Lublin 2020.

### Książki pod redakcją
- Religie i pokój. Materiały z Sympozjum Naukowego w Państwowym Muzeum na Majdanku (19 maja 1993 r.), Państwowe Muzeum na Majdanku, Lublin 1994.
- Religie o drogach pokoju i bezdrożach wojny, Państwowe Muzeum na Majdanku – Światowa Konferencja dla Religii i Pokoju, Lublin 1995.
- Islam w dokumentach Kościoła i nauczaniu Jana Pawła II (1965-1996), Wydawnictwa Akademii Teologii Katolickiej, Warszawa 1997.
- Jan Paweł II. Encyklopedia dialogu i ekumenizmu, Polskie Wydawnictwo Encyklopedyczne, Radom 2006.
- Badacz i znawca religii przeszłości i doby współczesnej ks. prof. dr hab. Tadeusz Dajczer (1931-2009), Wydawnictwo Polihymnia, Lublin 2020.